# 小金井市立南小学校
小金井市立南小学校（こがねいしりつみなみしょうがっこう）は、東京都小金井市前原町二丁目にある公立小学校。小金井市内にある九校の小学校の中では最も新しい。

## 沿革
- 1973年（昭和48年）
  - 4月1日 - 小金井第一小学校と東小学校の学区を一部分離し、南小学校として開校。
  - 5月10日 - 第一期工事完成（普通教室19・特別教室2・管理室6）。
- 1974年（昭和49年）8月3日 - 第二期工事完成（東棟特別教室）。
- 1975年（昭和50年）3月10日 - 校歌制定。
- 1980年（昭和55年）3月16日 - 第三期工事完成（普通教室4・第一音楽室）。
- 1983年（昭和58年）10月29日 - 創立10周年記念式典挙行。
- 1988年（昭和63年）5月28日 - 保護者と教師の会（みなみの会）発足。
- 1992年（平成4年）9月 - 体育館改修工事終了。
- 1993年（平成5年）10月8日 - 創立20周年記念式典挙行。
- 2001年（平成13年）9月 - コンピュータ教室準備完了。
- 2003年（平成15年）10月17日 - 創立30周年記念式典挙行。
- 2008年（平成20年）4月1日 - 通級指導学級「くじらぐも」開級。
- 2013年（平成25年）
  - 5月18日 - 「みなみの会」が、小金井市PTA連合会に加入。
  - 11月1日 - 創立四十周年記念式典挙行し、祝賀会開催。
- 2014年（平成26年）4月1日 - オリンピック教育推進校指定校（～2015年度）。
- 2018年（平成30年）4月1日 - 特別支援教室「くじらぐも教室」（拠点校）開始。
- 2020年（令和2年）11月2日 - 体育館にエアコン設置。
- 2021年（令和3年）1月8日 - GIGAスクール構想に基づき1人1台のChromebook配備。
- 2022年（令和4年）4月1日 - コミュニティ・スクールに指定される。
- 2023年（令和5年）
  - 3月 - 視聴覚室及び暗室の少人数教室への改修工事完了。
  - 4月1日 - 開校50周年記念関連事業開始（スローガン、マスコット、記念歌「みどりののくじら」制作）。
  - 11月2日 - 開校50周年記念式典挙行し、祝賀会開催[1]。

## 周辺施設
- 野川
- 多磨霊園
- 小金井リハビリテーション病院
- 武蔵野公園
- 府中運転免許試験場 - 本屋は府中市にあるが、敷地の一部が小金井市にかかる。
- 東京都道14号新宿国立線

## 交通
- 京王バス「小金井リハビリテーション病院」バス停下車後、徒歩。
- JR中央線武蔵小金井駅から、
  - 京王バス「武84」・「武85」・「武91」・「武94」・「武95」の各系統で、「小金井リハビリテーション病院」バス停下車後、徒歩。
    - なお、「80」番台と「90」番台で、運行ルートと所要時間が異なる。詳しくは、京王バスホームページ参照か電話で要問い合わせ。

  - 徒歩で約1.6km・約24分。
- 京王京王線多磨霊園駅から、京王バス「磨01」・「武85」・「武95」の各系統で、「小金井リハビリテーション病院」バス停下車後、徒歩。